# 장흥남초등학교
장흥남초등학교는 대한민국 전라남도 장흥군에 있는 공립 초등학교이다.

## 학교 연혁
- 1938.05.24 장흥대화공립심상소학교 부설 금강간이학교 개교
- 1943.03.31 장흥남공립국민학교 승격 인가
- 1984.03.09 병설유치원 개원
- 1996.03.01 장흥남초등학교 교명 변경
- 2024.03.01 제 30대 우기윤 교장 부임
- 2025.01.13 제41회 병설유치원 3명 졸업(총 339명)
- 2025.01.13 제77회 18명 졸업(총 4,429명)

## 참고 자료
- 장흥남초등학교 - 한국교육학술정보원 학교알리미